# Antônio Máximo Nogueira Penido
Antônio Máximo Nogueira Penido (Niterói, 30 de junho de 1885 — ?, ?) foi um político brasileiro. Exerceu o mandato de deputado classista constituinte em 1934.
Estudou na Faculdade de Ciências Jurídicas e Sociais do Rio de Janeiro e trabalhou no Jornal do Comércio e na Diretoria Geral de Estatística durante o primeiro ano da graduação, em 1900.  Já em 1901, passou a exercer a função de quarto escriturário do Tribunal de Contas, e promovido ao terceiro posto em 1904  e ao primeiro em 1918. Concluiu o bacharelado em ciências jurídicas e sociais em dezembro de 1905.
Começou a vida política sendo eleito em junho de 1917 vereador do então Distrito Federal pela chapa do Círculo Católico e do Partido Autonomista, com dois votos a mais que seu concorrente, Lindolfo Collor. Durante o tempo em que assumiu a cadeira foi segundo-secretário e líder da maioria na Câmara Municipal, na gestão do prefeito Paulo de Frontin.
Em 1921, foi eleito deputado federal pelo então Distrito Federal, tendo apoio do movimento Reação Republicana, que apoiava o candidato Nilo Peçanha em oposição a Artur Bernardes, que viria a se eleito. Foi ainda reeleito em 1924, 1927 e 1930, e integrou as comissões de Reformas Tributárias, de Legislação Social e de Agricultura e Comércio.
Em 1933, foi escolhido com representante dos funcionários públicos na Assembléia Nacional Constituinte,fazendo parte da Comissão dos 26, responsável por elaborar o texto constitucional, ficando responsável justamente pelo capítulo referente ao funcionalismo público. Após a promulgação da Constituição, teve o mandato estendido até 1935. Em 1934, voltou a se eleger deputado federal classista. Em 1937,  apoiou a candidatura de José Américo de Almeida à sucessão do presidente Getúlio Vargas, em eleição que não ocorreu em virtude da instalação do Estado Novo, em novembro de 1937. Já em julho de 1937, havia deixado a Câmara dos Deputados.